# Tingshuset i Nyköping
Gamla Tingshuset är en byggnad vid Tingshusplatsen i Nyköping. Den uppfördes 1909–1910 för dåvarande Jönåkers och Rönö tingslag och Hölebo härads tingslag (de två tingslagen slogs den 1 september 1914 ihop för att bilda Jönåkers, Rönö och Hölebo tingslag).
Byggnaden i nationalromantisk vasastil ritades av arkitekten Carl Westman (1866–1936). Dekorationsmåleriet invändigt utfördes av konstnären Filip Månsson. Tingshuset invigdes den 15 januari 1911. Funktionen som tingshus upphörde år 1984, när Nyköpings tingsrätt flyttade till andra lokaler. Senare övergick byggnaden i privat ägo. 
Numera drivs fest- och konferensanläggningen Tingshuset i det gamla tingshuset. Tingshuset blev byggnadsminne 1993.